# 帕尔迪斯皮耶塔特
帕尔迪斯皮耶塔特（法語：Pardies-Piétat，法語發音：[paʁdis pjetat]）是法国大西洋比利牛斯省的一个市镇，位于该省东部，属于波城区。

## 地理
帕尔迪斯皮耶塔特（43°12'48"N, 0°17'59"W）面积7.47 平方千米，位于法国新阿基坦大区大西洋比利牛斯省，该省份为法国东南部省份，涵盖了贝阿恩与北巴斯克，西临大西洋比斯開灣，北至朗德省，东北接热尔省，东临上比利牛斯省，南与西班牙接壤。
与帕尔迪斯皮耶塔特接壤的市镇（或旧市镇、城区）包括：巴利罗斯、博埃伊-伯赞、博尔德、博斯达罗斯、纳尔卡斯泰特、圣阿比。
帕尔迪斯皮耶塔特的时区为UTC+01:00、UTC+02:00（夏令时）。

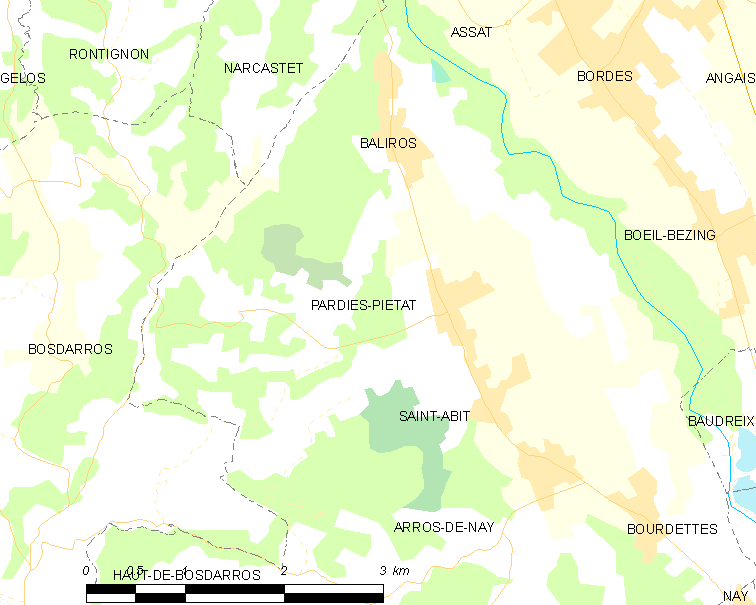
帕尔迪斯皮耶塔特的OSM定位图

## 行政
帕尔迪斯皮耶塔特的邮政编码为64800，INSEE市镇编码为64444。

## 政治
帕尔迪斯皮耶塔特所属的省级选区为乌佐姆河、激流与内兹河岸县。

## 人口

1962-2008年间帕尔迪斯皮耶塔特人口变化图示

帕尔迪斯皮耶塔特于2022年1月1日时的人口数量为447人。